# Brasil Open 2014
Il Brasil Open 2014 è stato un torneo di tennis giocato su campi di terra rossa indoor, facente parte della categoria ATP World Tour 250 series nell'ambito dell'ATP World Tour 2014. È stata la 14ª edizione del Brasil Open, e si è giocato presso il Complexo Desportivo Constâncio Vaz Guimarães di San Paolo, in Brasile, dal 24 febbraio al 2 marzo 2014.

## Partecipanti

### Teste di serie
| Nazione     | Giocatore              | Ranking* | Testa di serie |
| ----------- | ---------------------- | -------- | -------------- |
| Germania    | Tommy Haas             | 12       | 1              |
| Spagna      | Nicolás Almagro        | 18       | 2              |
| Spagna      | Marcel Granollers      | 35       | 3              |
| Argentina   | Juan Mónaco            | 42       | 4              |
| Paesi Bassi | Robin Haase            | 44       | 5              |
| Spagna      | Guillermo García López | 53       | 6              |
| Argentina   | Leonardo Mayer         | 59       | 7              |
| Colombia    | Santiago Giraldo       | 60       | 8              |

* Ranking al 17 febbraio 2014.

### Altri partecipanti
I seguenti giocatori hanno ricevuto una wild card per il tabellone principale:
- Thomaz Bellucci
- Guilherme Clezar
- João Souza

I seguenti giocatori sono passati dalle qualificazioni:

- Rogério Dutra da Silva
- Gastão Elias
- Pere Riba
- Potito Starace

## Campioni

### Singolare
Federico Delbonis ha battuto in finale  Paolo Lorenzi per 4-6, 6-3, 6-4.
- È il primo titolo in carriera per Delbonis.

### Doppio
Guillermo García López /  Philipp Oswald hanno battuto in finale   Juan Sebastián Cabal /  Robert Farah per 5-7, 6-4, [15-13].